# 吉備津神社 (福山市)
吉備津神社（きびつじんじゃ）は、広島県福山市新市町宮内にある神社。備後国一宮。旧社格は国幣小社で、現在は神社本庁の別表神社。
地元では「一宮さん（いっきゅうさん）」と通称される。

## 概要
福山市北西部、府中市との境に鎮座し備後国の総鎮守とされている。近くの府中市は備後国の国府のあった地とされるように、周辺は備後国の中心地であった。
備後国分立以前の吉備国を治めたとされる大吉備津彦命を主祭神に祀り、命の関係一族を配祀する。
江戸時代に造営された本殿は国の重要文化財に指定されており、他数棟が広島県・福山市指定文化財に指定されている。また、重要文化財に指定されている狛犬・太刀数点が伝えられている。
古来は「吉備津彦神社」「吉備津彦大明神」とも称していたが、現在は備中一宮と同じく「吉備津神社」を正式名としている（備前一宮のみ吉備津彦神社を名乗る）。
2月と9月に正中の光（正中光）という、ご神体が朝日を反射し正中を貫くといった神秘的な現象がみられる。これは約100メートル先の石鳥居手前まで、拝殿、神楽殿、上随身門、下随身門などの建造物の中をピンポイントで、すり抜けて到達する。

## 祭神
祭神は次の4柱。
主祭神
- 大吉備津彦命（おおきびつひこのみこと）
第7代孝霊天皇の第三皇子。崇神天皇10年に四道将軍の1人として山陽道に派遣され吉備を平定した。

相殿神
- 大日本根子彦太瓊命（おおやまとねこひこふとにのみこと） - 第7代孝霊天皇（大吉備津彦命の父）を指す。
- 細比売命（くわしひめのみこと） - 孝霊天皇皇后（大吉備津彦命の生母ではない）。
- 稚武吉備津彦命（わかたけきびつひこのみこと） - 大吉備津彦命の弟。兄とともに吉備の平定に携わったとされる。

祭神は、吉備分国に関連して備中国一宮の吉備津神社から分祀されたことに由来する。

## 歴史
吉備国が三国に分離された後の806年（大同元年）、吉備国一宮であった吉備津神社より勧請して創建されたと伝えられる。しかし、その約百年後の905年から967年にかけて編纂された『延喜式神名帳』に記載がないことから、実際の創建はもっと後であるとする説がある。現在、神社の名前が最初に確認できる史料は1148年（久安4年）の八坂神社の記録『社家条々記録』であり、境内の発掘調査でも12世紀以降のものしか出土していない。
中世より備後国一宮として崇敬を集めた。広大な社領と多くの神人を有し、たびたび近隣の豪族と衝突していたため、1346年（貞和2年）には高師泰が備後国守護に神人の横暴を止めるよう命じている。戦国時代には毛利輝元より、江戸時代にはこの地を治めた福島氏、水野氏より社領の寄進があった。

## 境内
- 本殿
江戸時代の慶安元年（1648年）、水野勝成による造営。桁行七間、梁間四間の入母屋造檜皮葺。国の重要文化財に指定されている[1]。
- 拝殿
本殿とともに慶安元年（1648年）の造営。本殿の下段に建てられている。福山市指定文化財に指定されている[2]。
- 神楽殿
江戸時代、寛文13年（1673年）の造営。拝殿の下段に建てられている。桁行二間、梁間一間の高床の舞台に入母屋造妻入で屋根が設けられている。屋根は古くは檜皮葺であったが、現在は銅板葺。広島県指定文化財に指定されている[3]
- 上随神門
神楽殿の前に建てられている。社伝によると、10月の神無月には全国の神が出雲に集まるが、ここの大吉備津彦命のみが欠席した。そこで出雲から2人の使者が吉備津神社へ派遣されたが、2人は歓待を受けそのまま吉備津神社の親衛の門守として仕えることとなった。そのため上下の随神門が作られたとされる[4]。
- 下随神門
鳥居を入ってすぐに建てられている八脚門。福山市指定文化財に指定されている[5]。
- 大鳥居
慶安元年（1648年）造営の明神鳥居。額には「吉備津一宮」と記されている。福山市指定文化財に指定されている[6]。
- 六角燈籠
本殿前左右に建てられている。水野勝成が本殿再興を記念して設置した。福山市指定文化財に指定されている[7]。
- イチョウ
- 梛
- 神池 - 神楽殿横にある池。
- 御池 - 鳥居を出て県道を越えた先に広がる池。

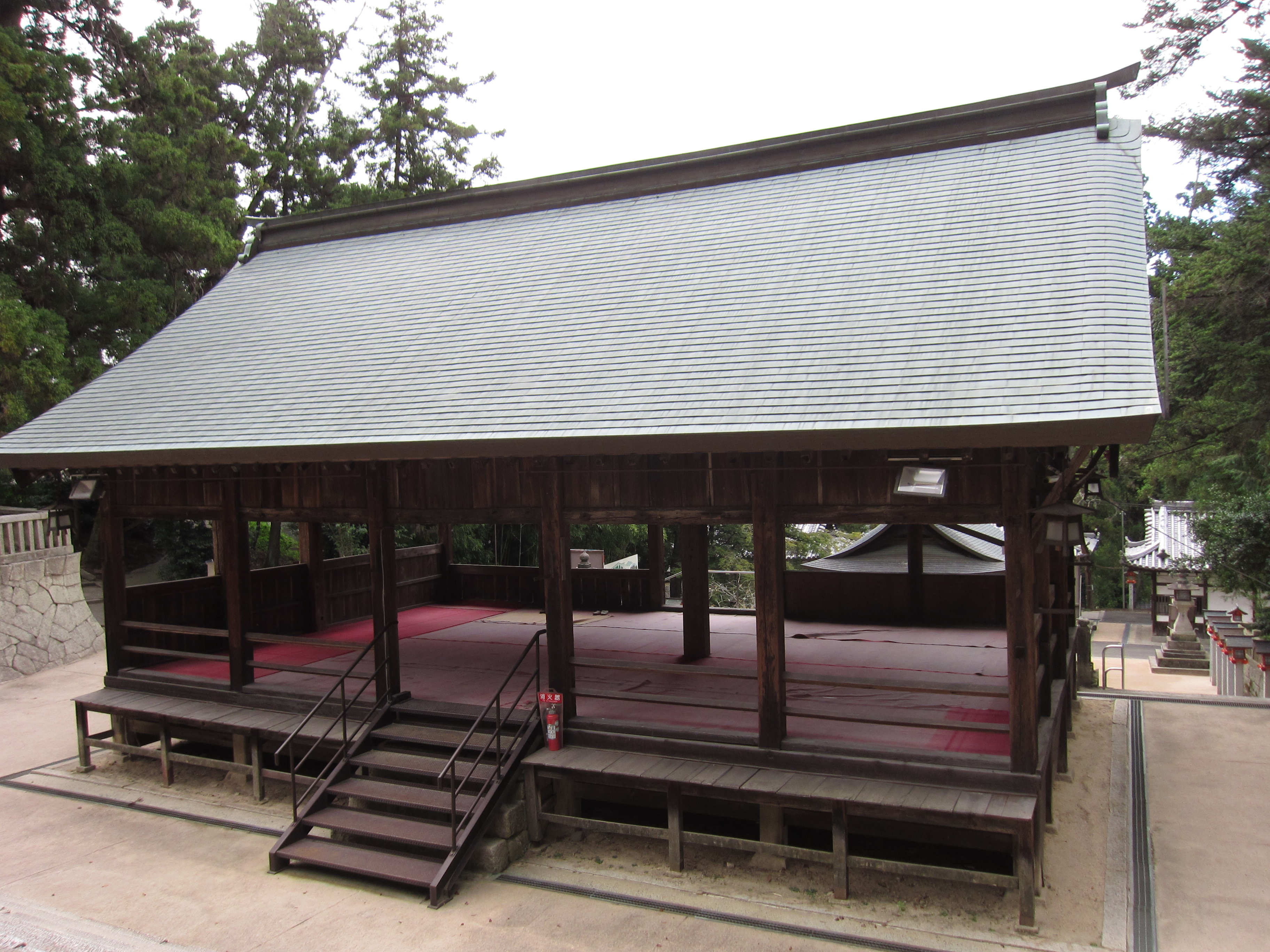
拝殿（福山市指定文化財）
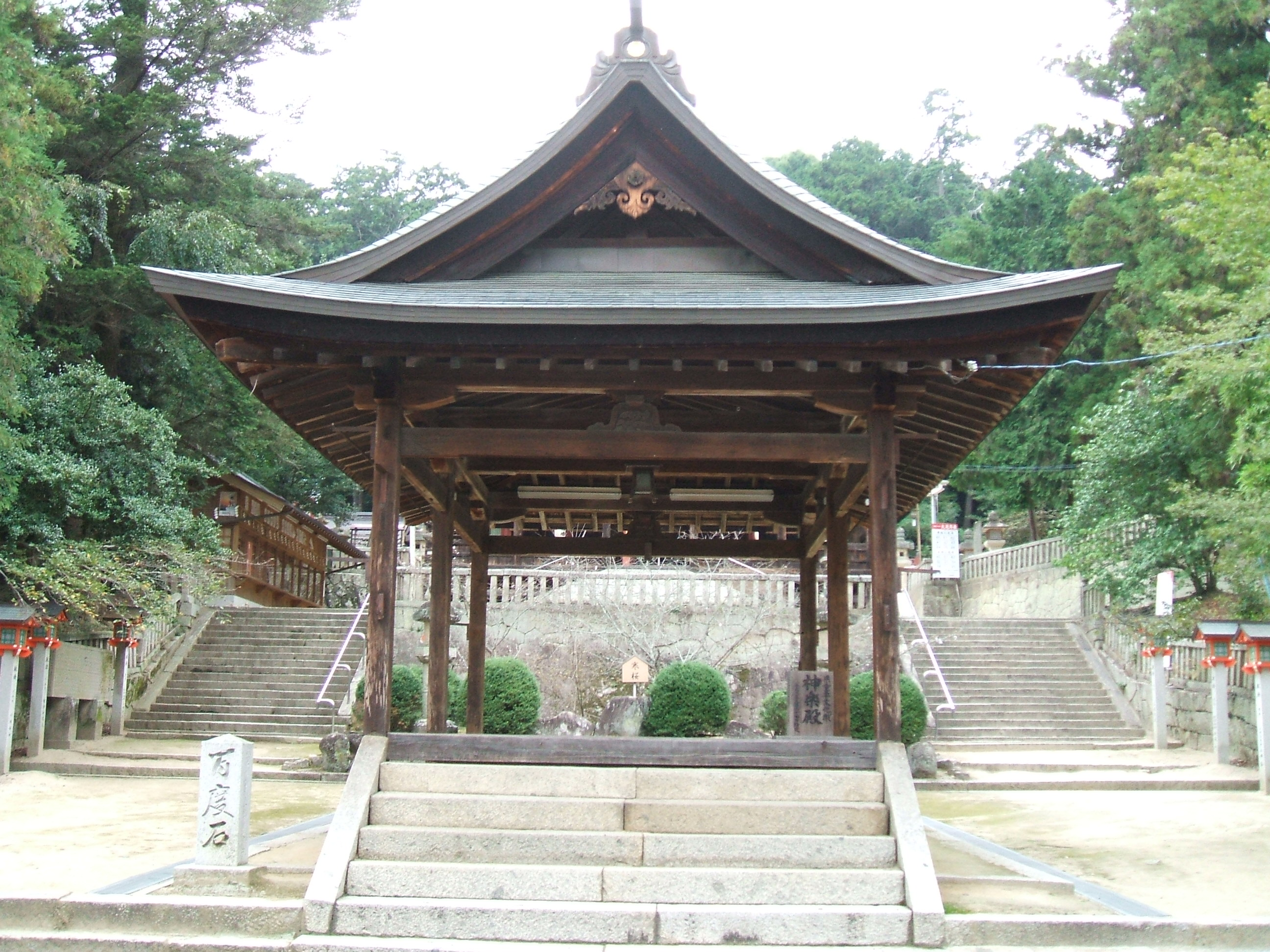
神楽殿（広島県指定文化財）
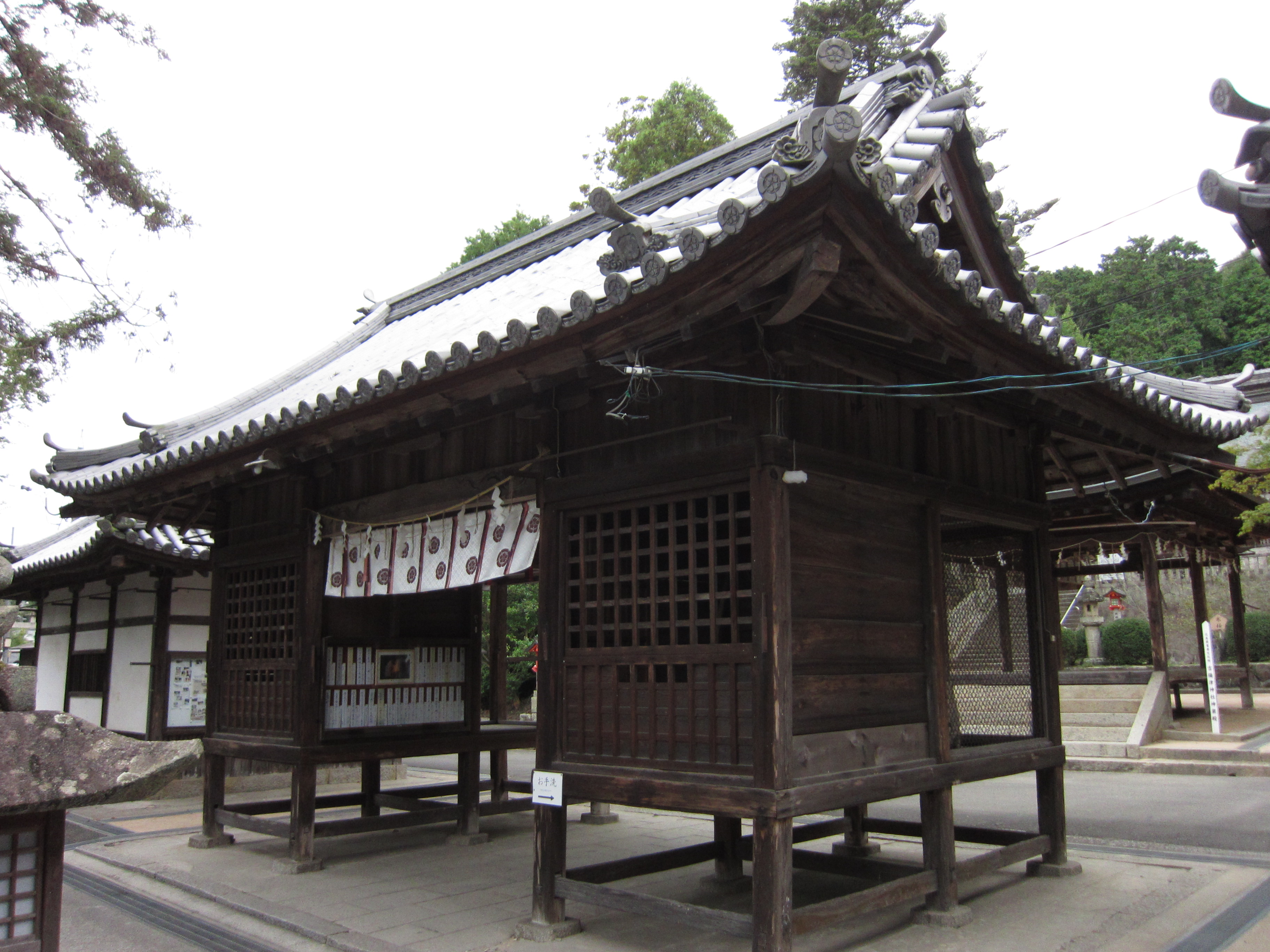
上随神門
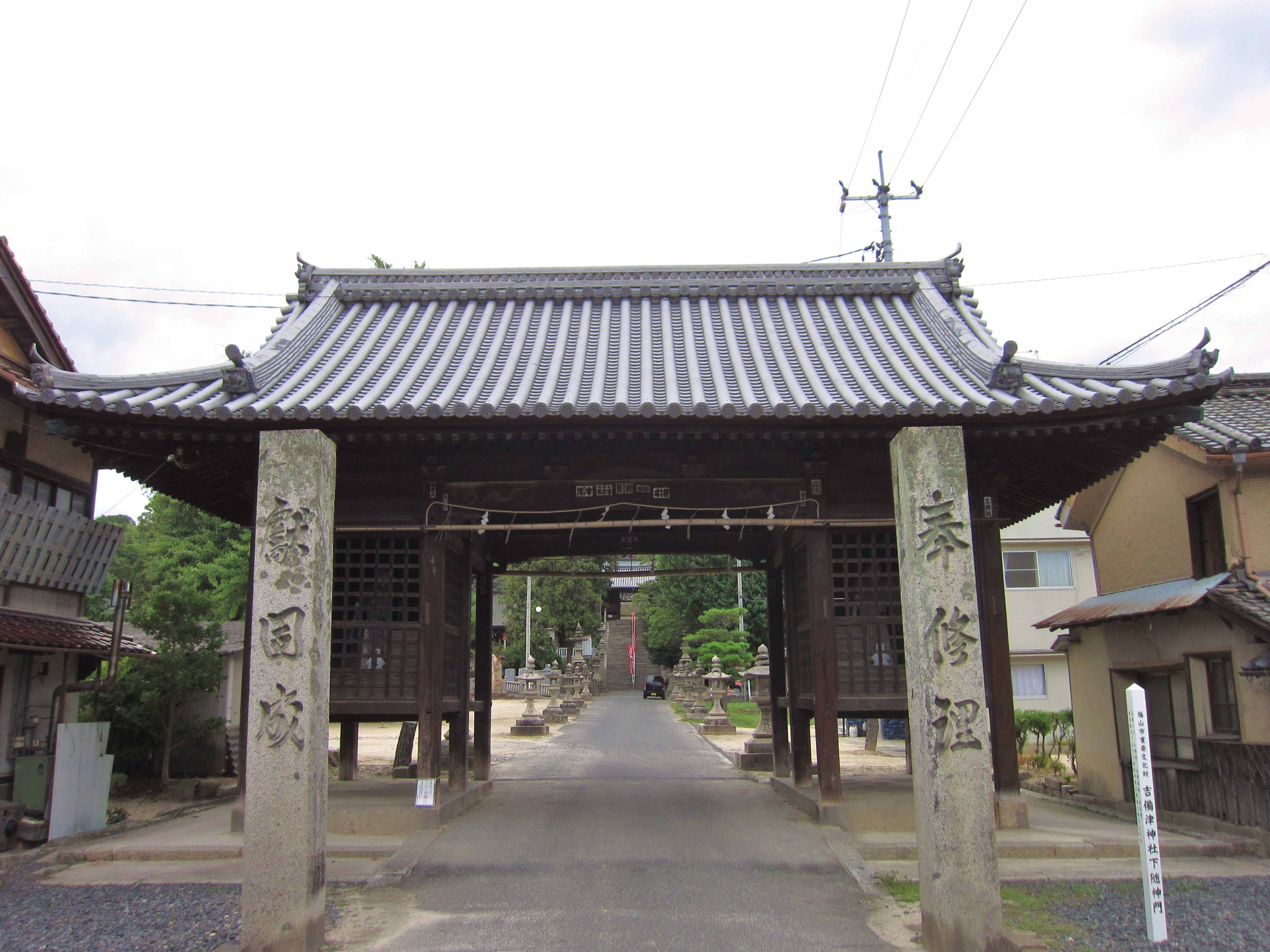
下随神門（福山市指定文化財）
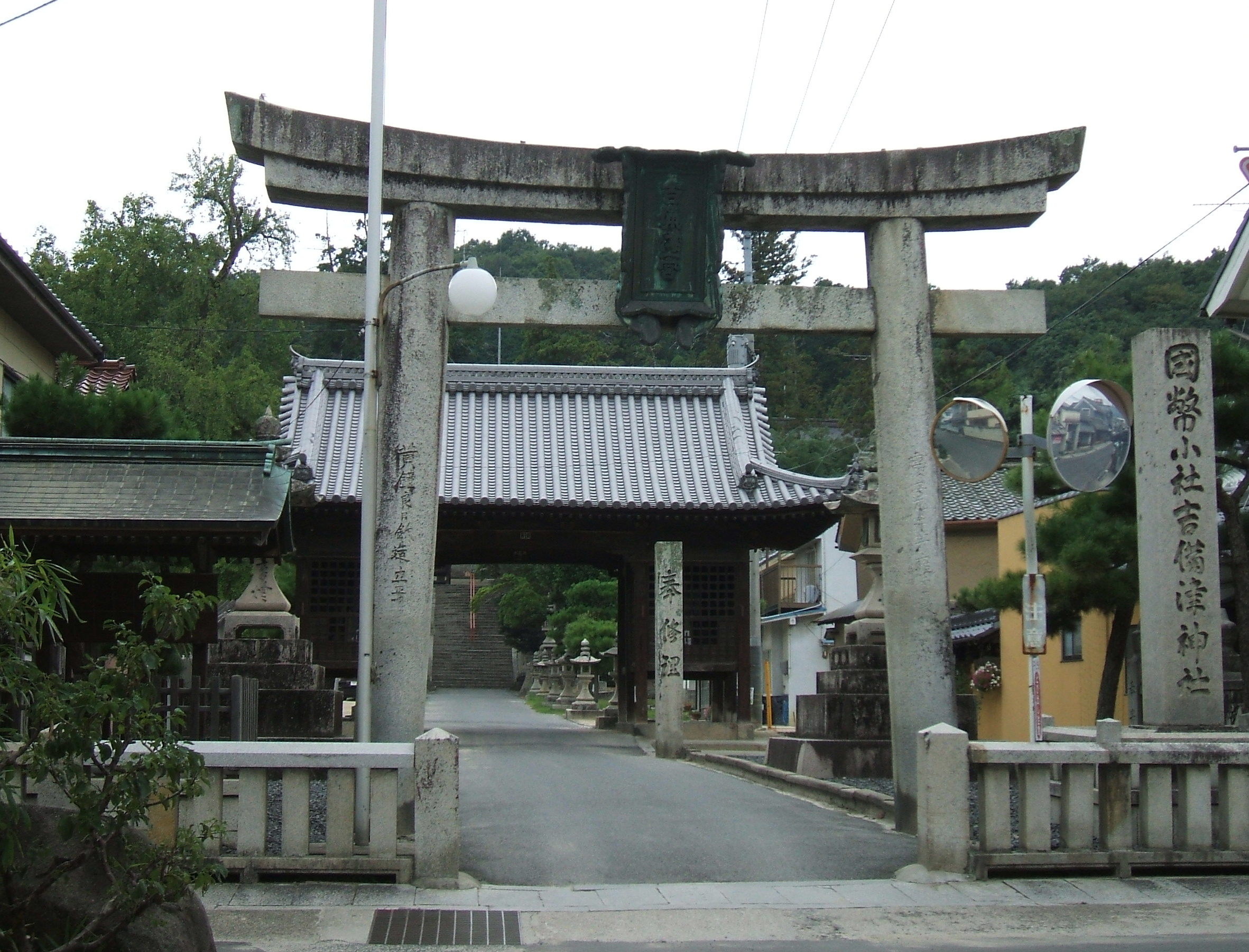
大鳥居（福山市指定文化財）
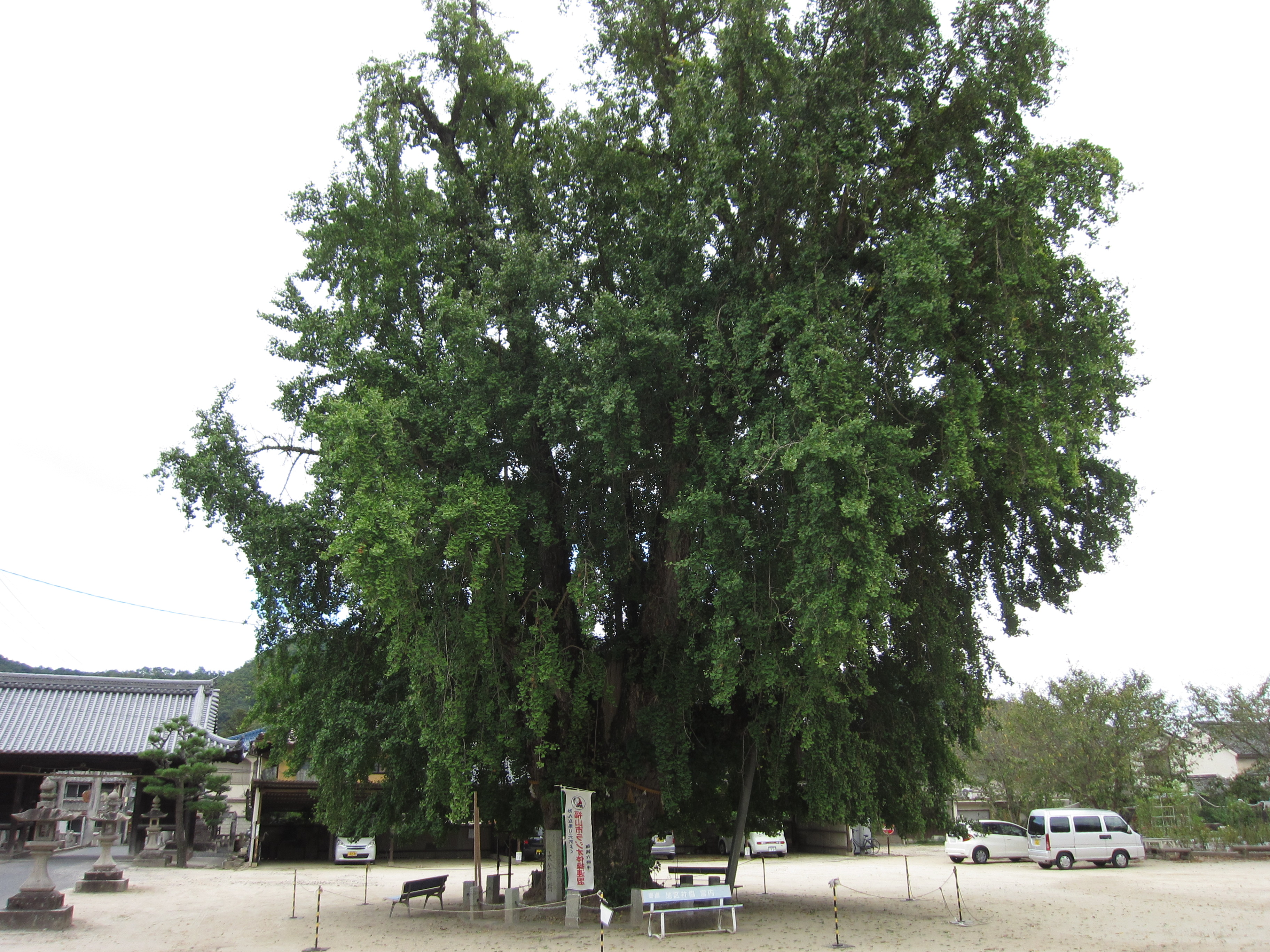
イチョウ
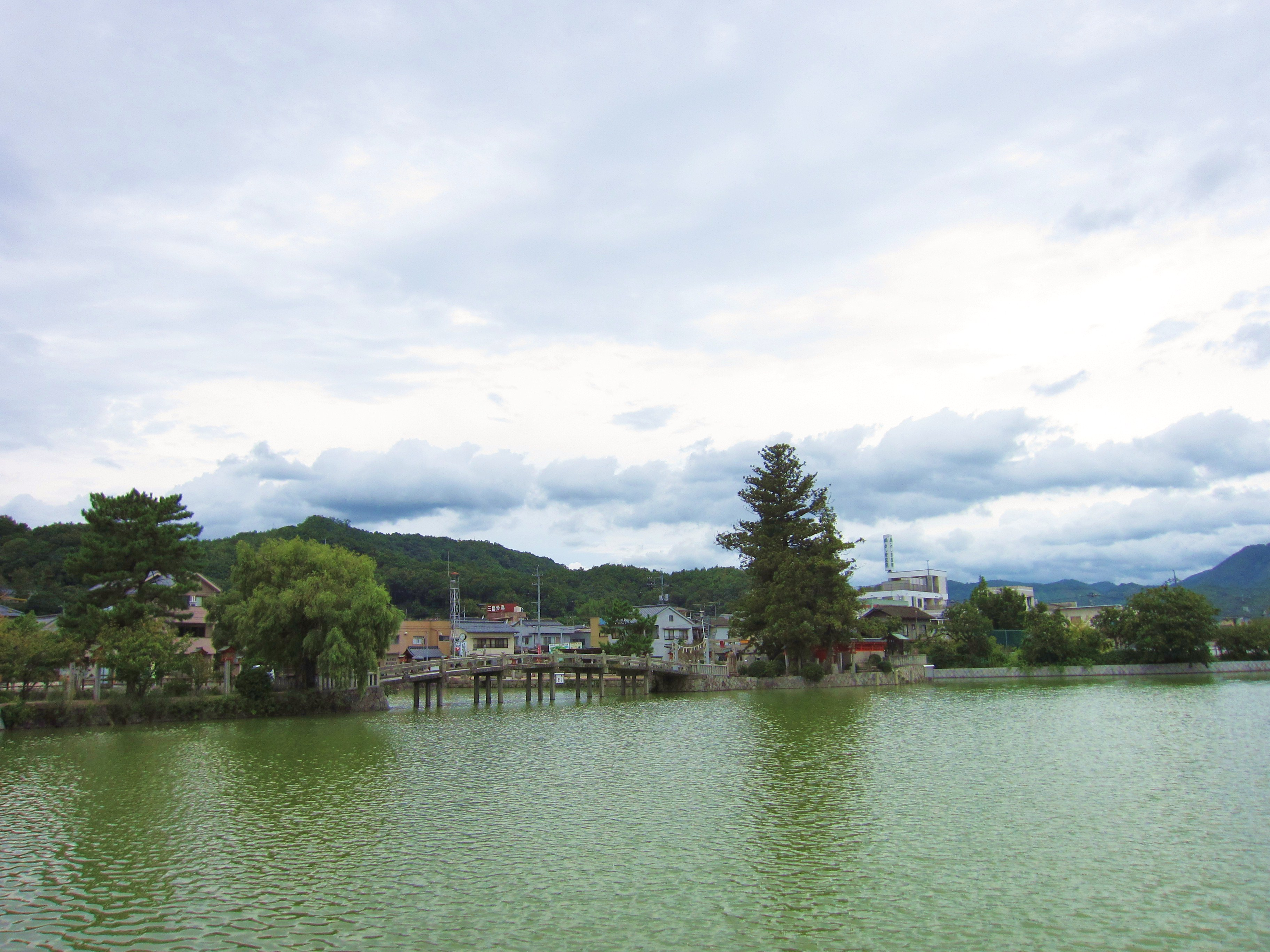
御池

## 摂末社
- 十二神社 - 奥社。祭神：大吉備津彦命の一族12柱と大名持神。
- 吉備津稲荷神社 - 祭神：宇迦能御魂神。
- 多理比理神社（たりひりじんじゃ）
  - 式内社「備後国品治郡 多理比理神社」論社。
  - 祭神：多理比理神 - 碑には息長帯姫神（神功皇后）と息長帯日子王と記載。
- 真名井神社 - 祭神：御井神。
- 山雷神社 - 祭神：雷神。
- 公孫樹乳房神 - 祭神：乳房神。本殿前のイチョウの下に鎮座する。
- 十麻里二柱神社（とまりふたはしらじんじゃ） - 祭神：大吉備津彦命の一族12柱。
- 疱瘡神社 - 祭神：少名彦名命。
- 武内神社 - 祭神：武内宿禰命。
- 厩戸皇子神社 - 祭神：聖徳太子。
- 吉備津天満宮 - 祭神：菅原道真公。
- 祖霊社 ・彰徳宮・白髪神社- 祖霊社祭神：社家祖先の霊。彰徳宮祭神：白髪神社祭神：猿田彦大神。
- 秋葉神社・四所神社
- 大山祇神社 - 祭神：大山祇神。
- 櫻山神社 - 祭神：櫻山茲俊命ほか23柱。櫻山茲俊は鎌倉時代末期の元弘の乱時、後醍醐天皇に呼応してこの地で挙兵したとされる。
- 胡神社
- 厳島神社 - 祭神：多紀理毘売命・市寸島比売命・多岐都比売命。
- 幸神社 - 祭神：天鈿女命
- 佐田比古神社

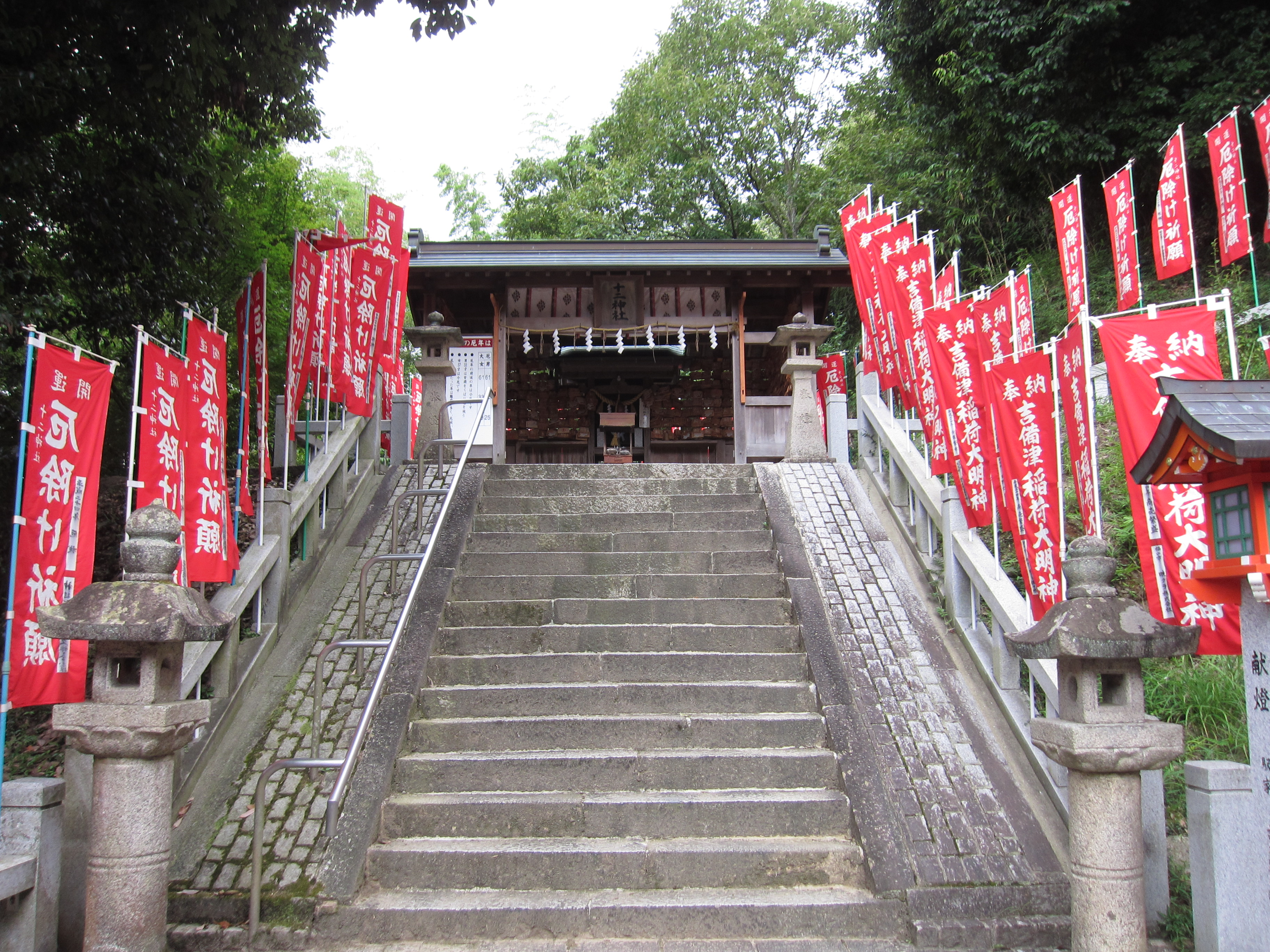
十二神社
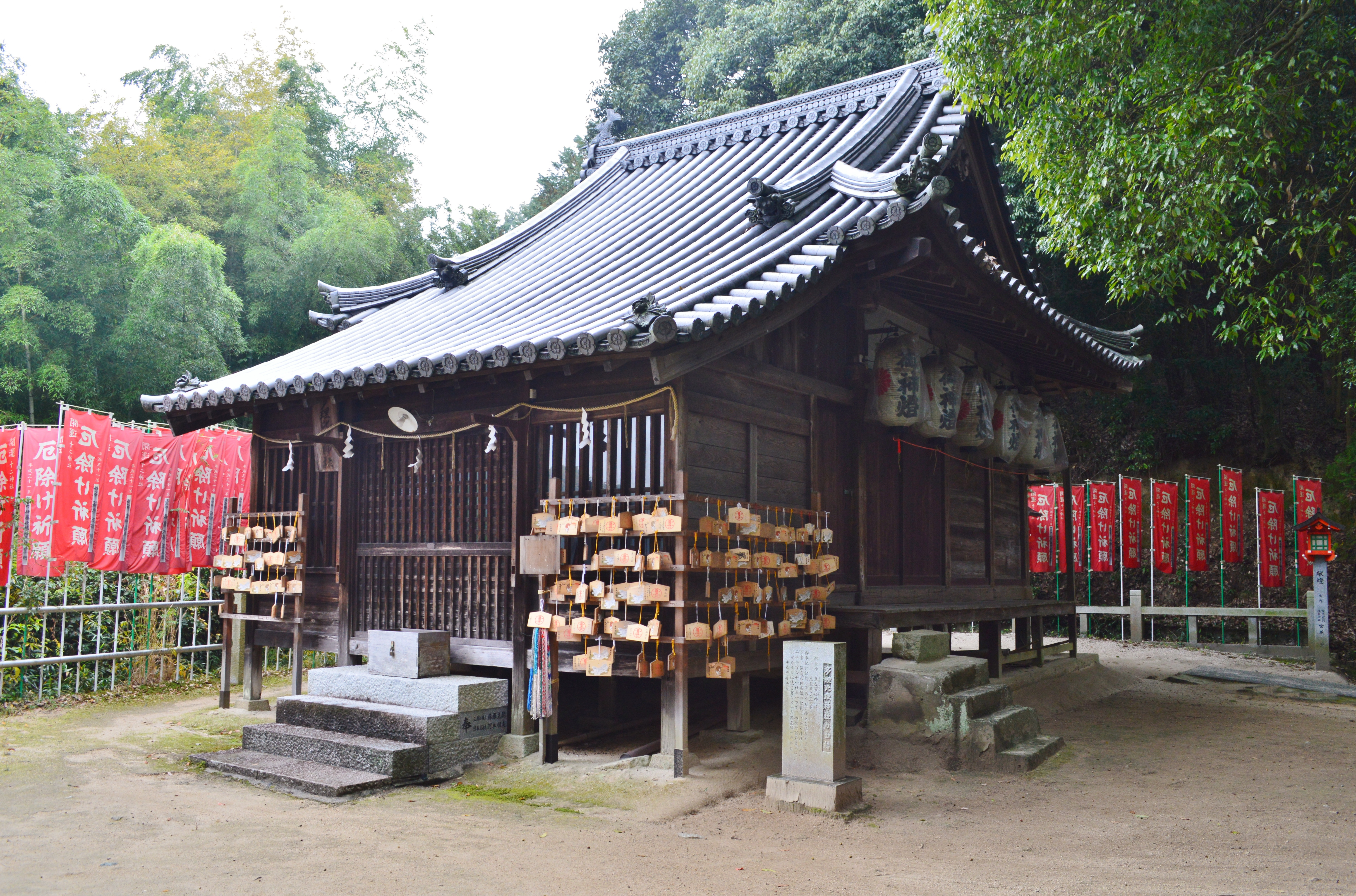
多理比理神社（式内社論社）
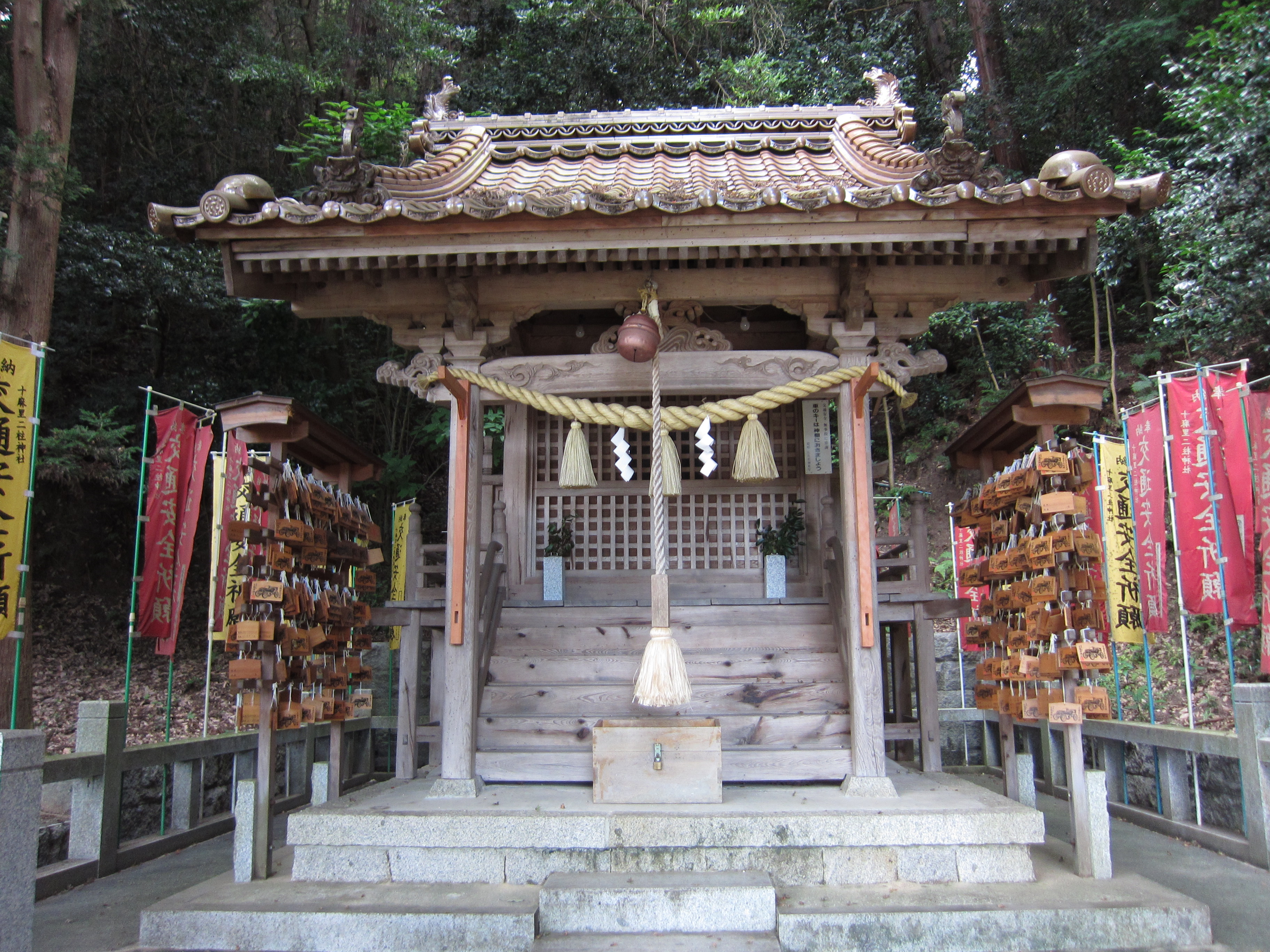
十麻里二柱神社
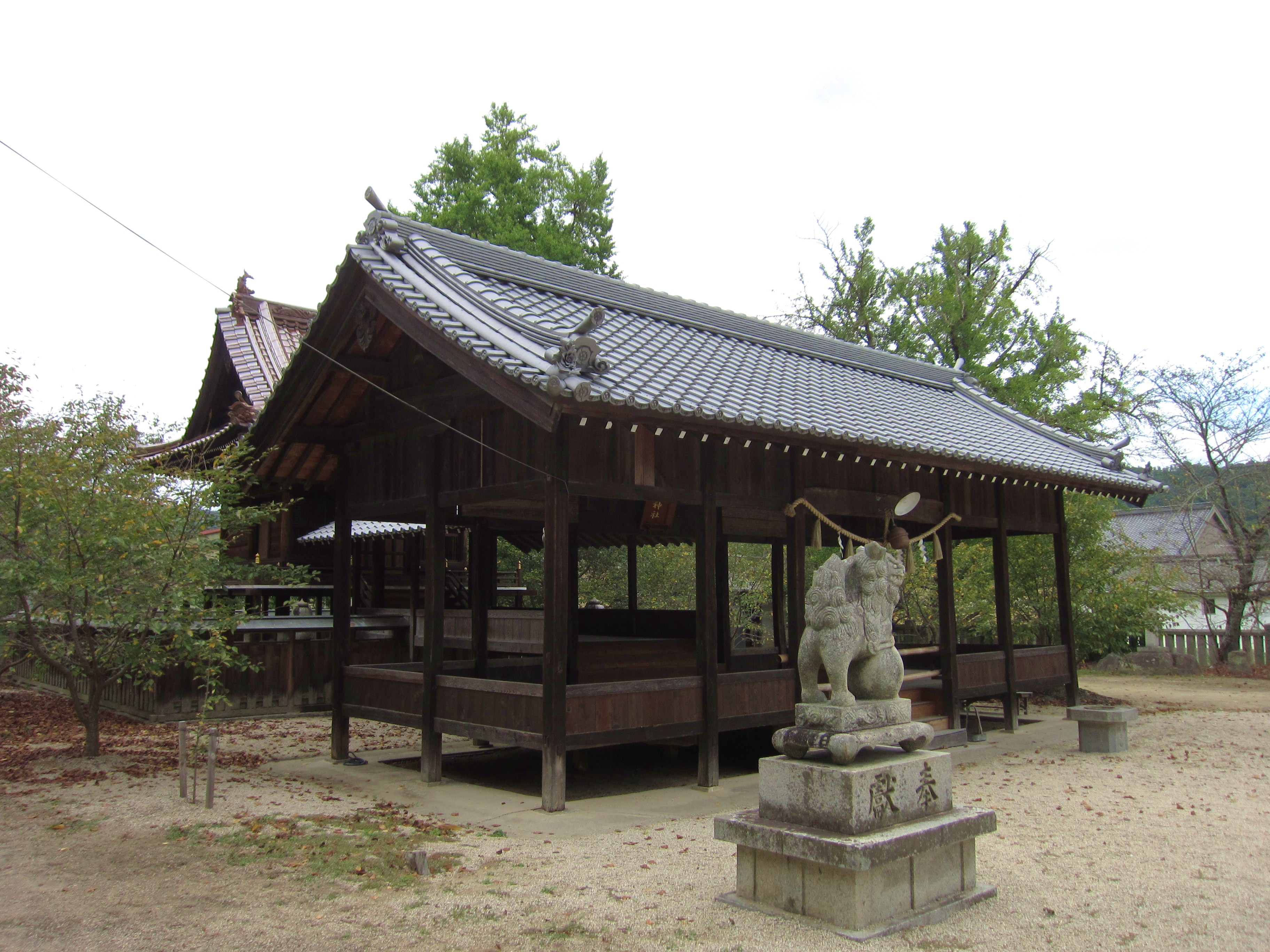
櫻山神社
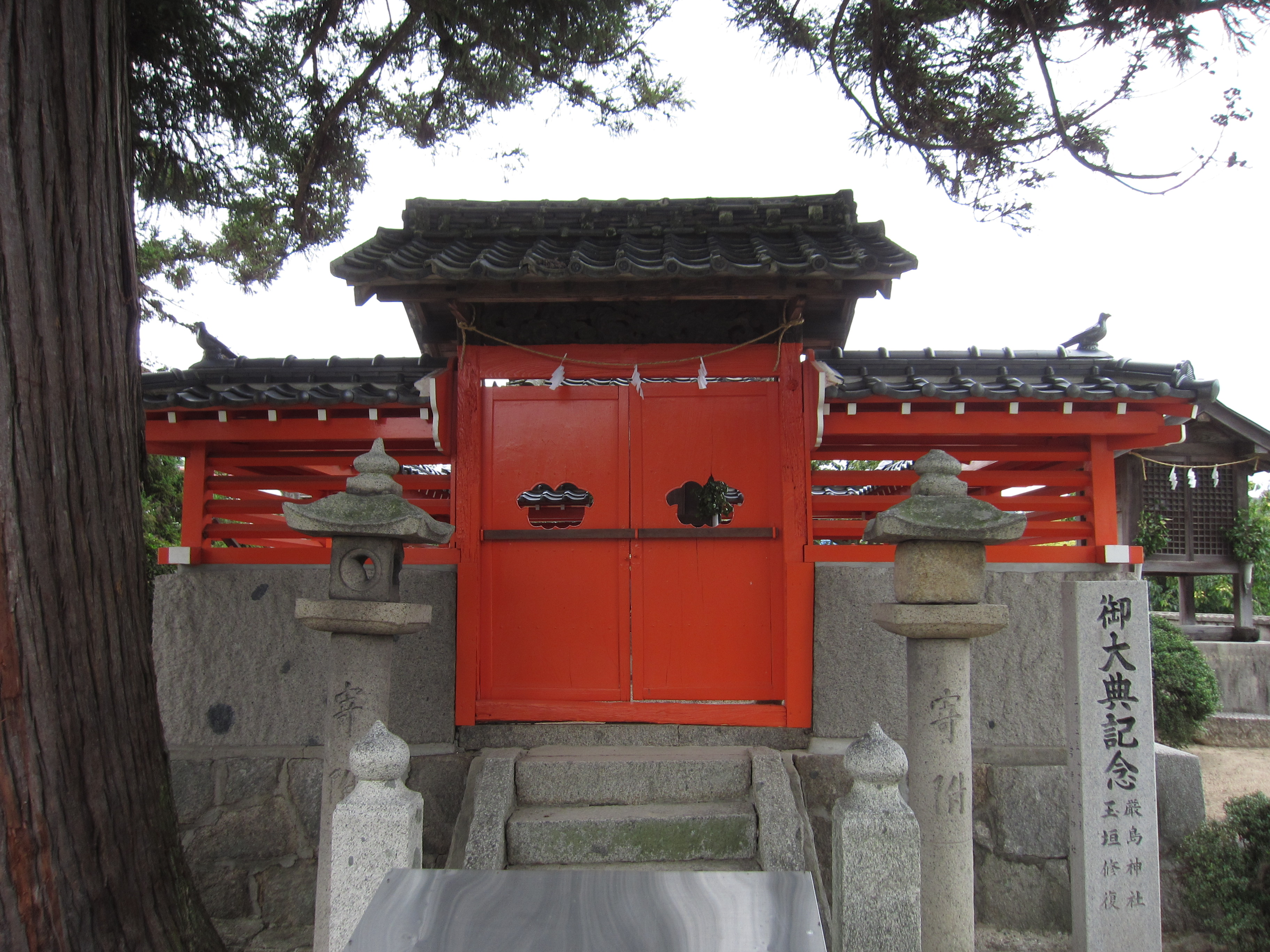
厳島神社

## 主な祭事
- 毎月
  - 月次祭 （1日、15日）
- 1月
  - 歳旦祭 （1月1日）
- 2月
  - 節分祭 （2月3日）
  - ほら吹き神事 （2月3日）
- 6月
  - 夏越の大祓祭 （6月30日）
- 11月
  - 七五三祭 （11月15日）
  - 市立大祭 （11月23日前後） - 例祭。
- 12月
  - 交通安全祈願祭 （12月30日）

## 文化財

### 重要文化財（国指定）
- 本殿（建造物）
江戸時代初期、慶安元年（1648年）の造営。1965年（昭和40年）5月29日指定[1]。
- 木造狛犬 3躯（彫刻）
平安時代の作。現在は東京国立博物館寄託。1942年（昭和17年）12月22日指定[8]
- 毛抜形太刀 銘備州尾道五阿弥長行天文廿四年六月吉日 吉備津宮奉寄進御太刀（以下不明） 拵付（工芸品）
戦国時代、天文24年（1555年）の作。刃長60.8センチメートル。1915年（大正4年）3月26日指定[9]。
- 毛抜形太刀 銘備州尾道五阿弥長行天文廿四年六月吉日 吉備津宮奉寄進御太刀（二字不明）次郎左エ門尉忠吉 拵付（工芸品）
戦国時代、天文24年（1555年）の作。刃長60.2センチメートル。1915年（大正4年）3月26日指定[10]。
- 毛抜形太刀 銘正光 拵付（工芸品）
戦国時代の作。刃長61.6センチメートル。1915年（大正4年）3月26日指定[11]。
- 毛抜形太刀 銘正光 拵付（工芸品）
刃長61.5センチメートル。1915年（大正4年）3月26日指定[12]。

毛抜形太刀4件はいずれも室町時代後期の作。4件とも1972年に拵（こしらえ、刀剣の外装）が盗難に遭い、所在不明となっている。刀身は無事で、現在は岡山県立博物館に寄託されている。

### 国の史跡
- 一宮（桜山茲俊挙兵伝説地）
境内背後の鳶尾城、南の桜山城一帯。後醍醐天皇の倒幕計画に呼応して桜山茲俊が挙兵した地とされる。1934年（昭和9年）3月13日指定[14]。

### 広島県指定文化財
- 重要文化財（有形文化財）
  - 神楽殿（建造物） - 1997年（平成9年）5月19日指定[3]。
  - 銅製錫杖頭（工芸品） - 室町時代、応仁3年（1496年）の作。1958年（昭和33年）1月18日指定[15]。

### 福山市指定文化財
- 重要文化財（有形文化財）
  - 拝殿（建造物） - 江戸時代初期、慶安元年（1648年）の造営。2003年（平成15年）9月29日指定[2]。
  - 下随神門（建造物） - 江戸時代中期-後期、18世紀頃の造営。2003年（平成15年）9月29日指定[5]。
  - 大鳥居（建造物） - 江戸時代初期、慶安元年（1648年）の造営。2003年（平成15年）9月29日指定[6]。2003年（平成15年）
  - 六角燈籠（建造物） - 江戸時代初期、慶安2年（1649年）の造営。平成15年（2003年）9月29日指定[7]。

## 現地情報
所在地
- 広島県福山市新市町宮内400

交通アクセス
- 鉄道：西日本旅客鉄道（JR西日本）福塩線 新市駅 （徒歩約25分）